# Asociación de Fútbol de Granada
La Asociación de Fútbol de Granada, es el órgano rector del fútbol granadino, se fundó en 1924, en 1978 se afilió a la FIFA; y, en 1969 a la CONCACAF.